# Maciej Kurowicki
Maciej Bolesław Kurowicki (pseudonim „Kanadyjczyk”, ur. 7 kwietnia 1970) – polski wokalista, autor tekstów i założyciel (od 1992 w składzie) zespołu Hurt.

## Życiorys
Posiada polskie i kanadyjskie obywatelstwo. Mieszka i tworzy we Wrocławiu.
W roku 1995 został laureatem nagrody „Wielka Wrocławska” przyznawanej przez „Wieczór Wrocławia”.